# Song Joong-ki
Song Joong-ki (n. 19 septembrie 1985, Daejeon) este un actor cunoscut petru rolurile sale din dramele sud-coreene.

## Filmografie

### Filme
- 2008: A Frozen Flower
- 2009: Five Senses of Eros
- 2010: Hearty Paws 2
- 2011: Penny Pincher
- 2012: The Grand Heist
- 2012: A Werewolf Boy

- 2021: Gunoierii spațiali

### Seriale
- 2008: My Precious Man
- 2008: Love Racing
- 2009: Triple
- 2009: Will It Snow For Christmas?
- 2009: My Fair Lady
- 2010: Sungkyunkwan Scandal
- 2010: OB/GYN Doctors
- 2011: Deep Rooted Tree
- 2012: Nice Guy
- 2016: Descendants of the Sun
- The innocent man
- 2021:Vincenzo